# ケイレブ・マクラフリン
ケイレブ・マクラフリン（Caleb Reginald McLaughlin、Caleb McLaughlin, 2001年10月13日- ）は、アメリカ合衆国の俳優。
彼は、Netflixシリーズの『ストレンジャー・シングス 未知の世界』でルーカス・シンクレアを演じたことで知られており、ドラマシリーズのアンサンブルによる全米映画俳優組合賞を受賞。彼は以前、ミュージカル「ライオンキング」のヤングシンバとしてブロードウェイの舞台で演奏したことがある。マクラフリンは2020年にコンクリートカウボーイ主演の長編映画デビューを果たした。

## フィルモグラフィー

### 映画
- コンクリート・カウボーイ: 本当の僕は Concrete Cowboy (2020)

### テレビ
- ストレンジャー・シングス 未知の世界 (2016-2022)